# Bahnhof Berlin Westkreuz
Der Bahnhof Berlin Westkreuz ist ein S-Bahnhof im Berliner Bezirk Charlottenburg-Wilmersdorf. Er ist neben dem Bahnhof Ostkreuz einer der beiden Umsteigepunkte zwischen (verlängerter) Berliner Stadtbahn und Ringbahn.
Vom Bahnhof Westkreuz führen S-Bahn-Strecken in fünf Richtungen: über die Wetzlarer Bahn nach Wannsee und Potsdam, über die Spandauer Vorortbahn zum Olympiastadion und nach Spandau, über die Ringbahn nach Westend bzw. Halensee sowie über die Stadtbahn in die Innenstadt.
Betrieblich setzt sich der Bahnhof aus zwei voneinander unabhängigen Betriebsstellen zusammen. Der untere Teil wird als Bahnhof Berlin Westkreuz (Stadtbahn) mit dem Kürzel BWKS geführt, der obere Teil als Haltepunkt Berlin Westkreuz (Ringbahn) mit dem Kürzel BWKRR.

## Lage
Der Bahnhof Westkreuz liegt in einer relativ dünnbesiedelten Gegend an der Grenze zwischen den Ortsteilen Charlottenburg, Halensee, Westend und Grunewald. Die Grenzen zwischen den Ortsteilen Charlottenburg im Norden und Halensee im Süden folgen im Bahnhofsbereich dem Verlauf der Bahnsteige, so dass diese komplett in Charlottenburg liegen, die in Richtung Osten, Westen und Süden anschließenden Gleisbereich dagegen in Halensee. Die Grenze zu den Ortsteilen Westend im Norden und Grunewald im Süden liegt nur wenige Meter westlich der Gleisanlagen, der einzige Zugang zu den Bahnsteigen befindet sich an der Nordwestseite des Bahnhofs vom Ortsteil Westend aus.
Der Weg zum Messegelände erfolgt über die Straßen Am Westkreuz und Halenseestraße. Obwohl ursprünglich als einer der Hauptzugangsbahnhöfe zum Messegelände vorgesehen, wird dieses über die Bahnhöfe Messe Süd (ehemals: Eichkamp) und Messe Nord/ZOB (ehemals: Witzleben bzw. Messe Nord/ICC) sowie über die U-Bahnhöfe Kaiserdamm und Theodor-Heuss-Platz sowie die Buslinien der Berliner Verkehrsbetriebe (BVG) wesentlich besser erschlossen. Daher dient der Bahnhof überwiegend dem Umsteigen.

## Geschichte

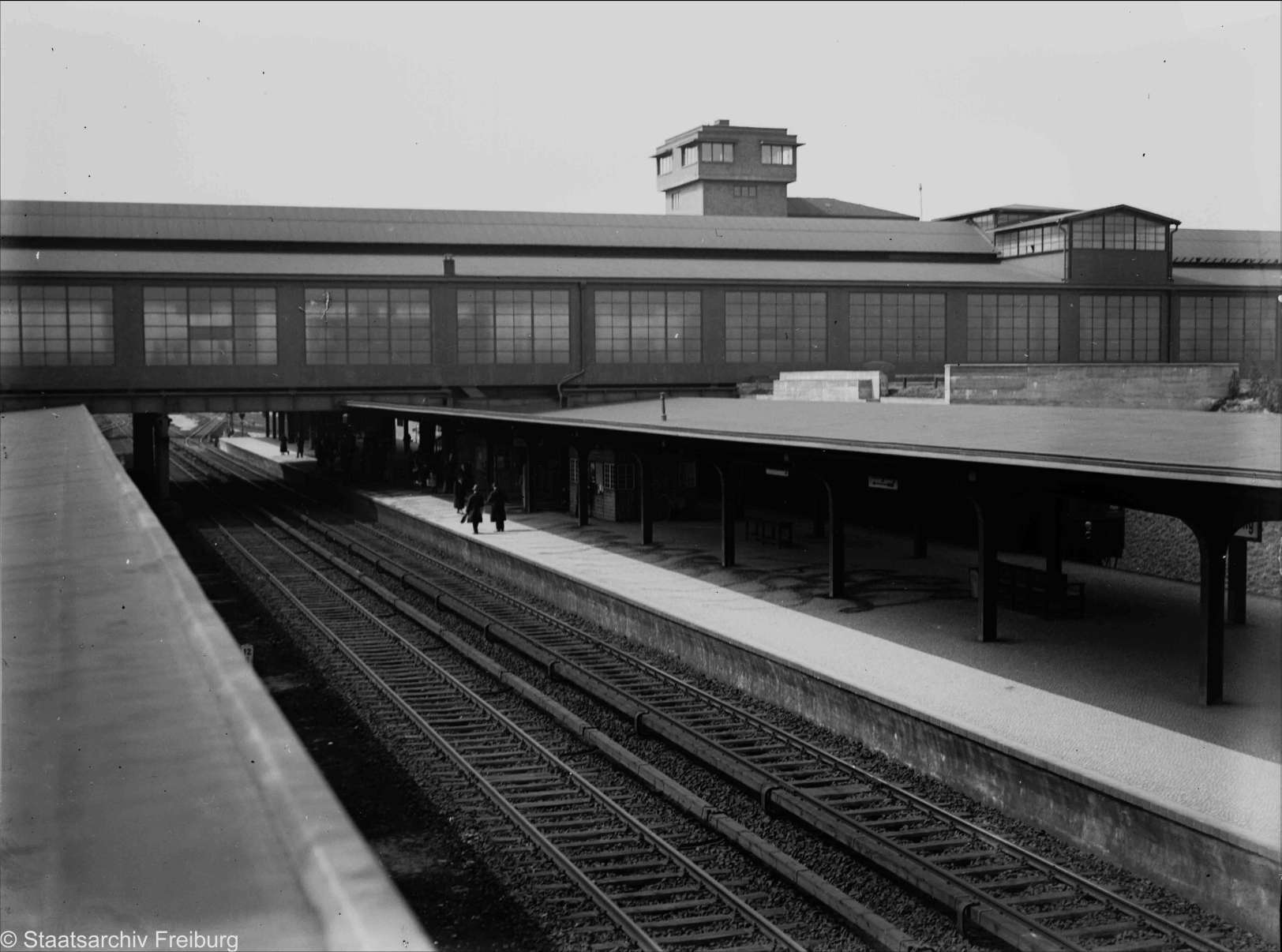
Bahnhof mit Stellwerk, 1931

Vor dem Bau des Bahnhofs bot sich folgende Situation: Westlich des Bahnhofs Charlottenburg führte in Verlängerung der Stadtbahn ein Gleispaar für die Stadtzüge zum Bahnhof Grunewald. Zwei weitere Gleispaare verbanden den Bahnhof mit dem Nordring über Witzleben und Westend sowie mit dem Südring über Halensee. Die verlängerten Stadtgleise und die Südringkurve kreuzten sich im westlichen Gleisfeld des Bahnhofs Charlottenburg niveaugleich. Die aus Osten kommenden Ring- und Vorortzüge wurden über die Stadtgleise der Stadtbahn nach Charlottenburg geführt. Seit 1911 bestand mit der Spandauer Vorortbahn eine Verbindung für den Vorortverkehr nach Spandau über Rennbahn und Pichelsberg. Diese war aus Kostengründen im Bahnhof Heerstraße an das bestehende Gleispaar Charlottenburg–Spandau angeschlossen und mündete in Charlottenburg somit in die Ferngleise der Stadtbahn. Die Anzahl der Züge auf der Spandauer Vorortbahn war somit von der Zugbelegung der Ferngleise der Stadtbahn abhängig. Eine Verdichtung des Vorortverkehrs nach Spandau über die weiter nördlich verlaufende Lehrter Bahn schied indes aus, da der Lehrter Bahnhof bereits an seiner Leistungsgrenze angelangt war.

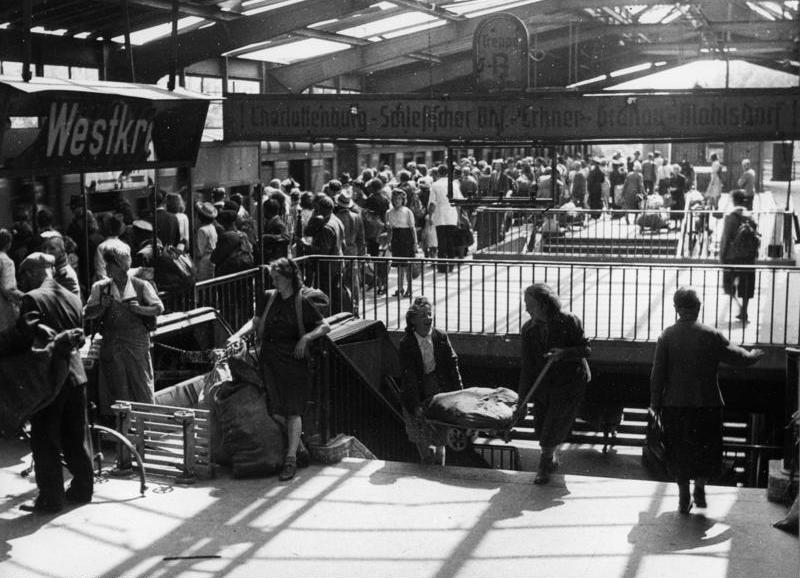
Fahrgastandrang in der Ringbahnhalle, 1946

Im Rahmen der Großen Elektrisierung der Berliner Stadt-, Ring- und Vorortbahnen sollte der Vorortverkehr nach Spandau zwischen Charlottenburg und Heerstraße ein eigenes Gleispaar erhalten. Des Weiteren waren die Beseitigung der höhengleichen Kreuzung von Stadtbahn und Südringkurve und der Bau einer Kehranlage östlich des Bahnhofs Charlottenburg vorgesehen. Am Schnittpunkt der verlängerten Stadtbahn mit der Ringbahn sollte ein zu errichtender Bahnhof die Umsteigebeziehungen zwischen beiden Strecken verbessern. Insbesondere Fahrgäste, die auf die Vollringzüge angewiesen waren, mussten für eine Fahrt in Richtung Heerstraße oder Grunewald zweimal umsteigen (in Halensee beziehungsweise Westend und in Charlottenburg). Beim Bau musste die Reichsbahn auf die Belange der Stadt Berlin Rücksicht nehmen, die auf einem etwa 100 Hektar großen Gelände südlich des Kaiserdamms ein Messegelände errichten wollte. Um das Gelände nicht zu zerschneiden, musste die Reichsbahn die Strecken nach Spandau an den Südrand des Geländes verlegen. Das neue Vorortgleispaar nach Spandau konnte am 23. August 1928 in Betrieb genommen werden.

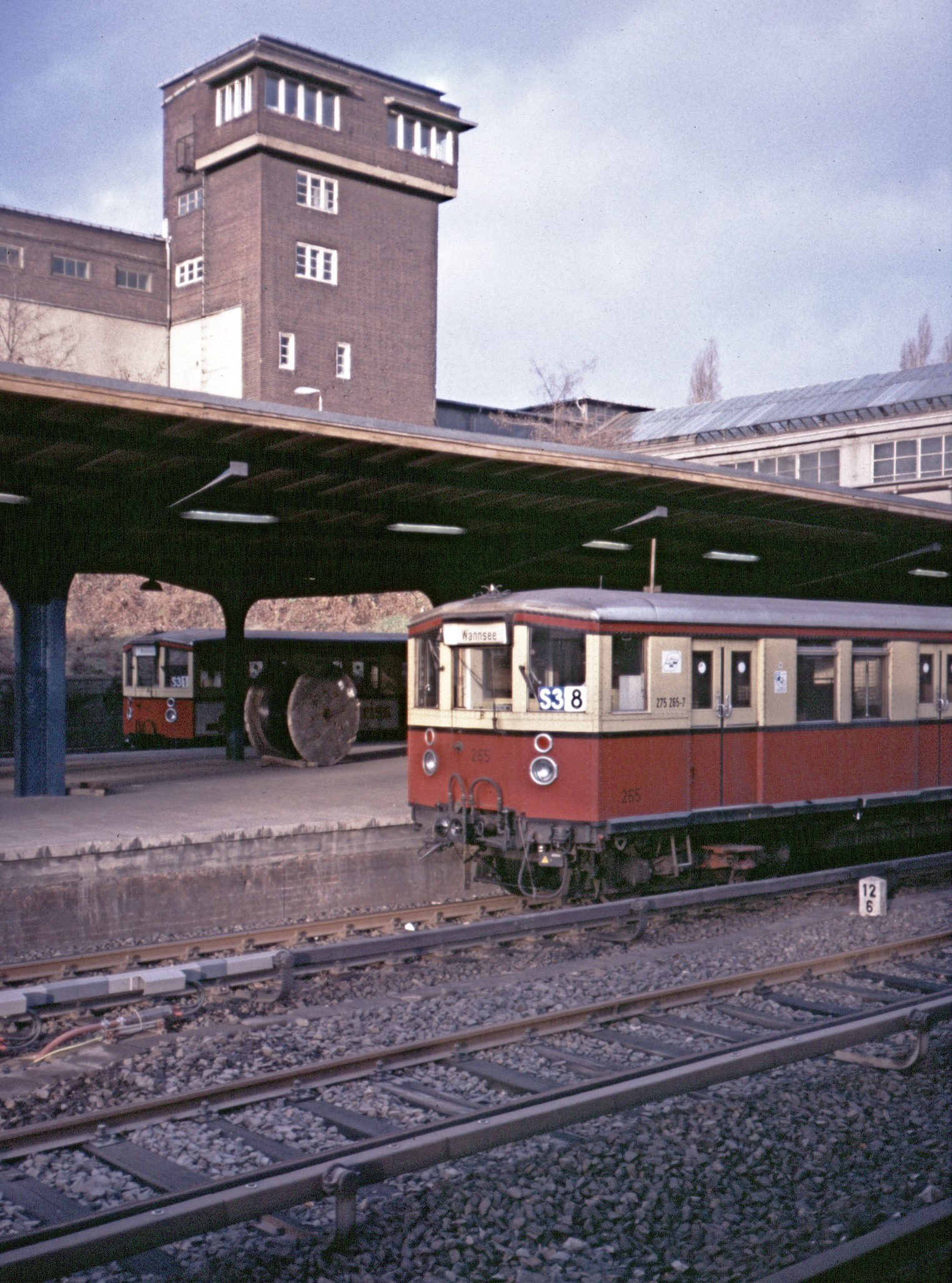
Zwei Züge der BVG am Stadtbahnsteig Richtung Wannsee / Spandau, dahinter der Stellwerksturm, 1986

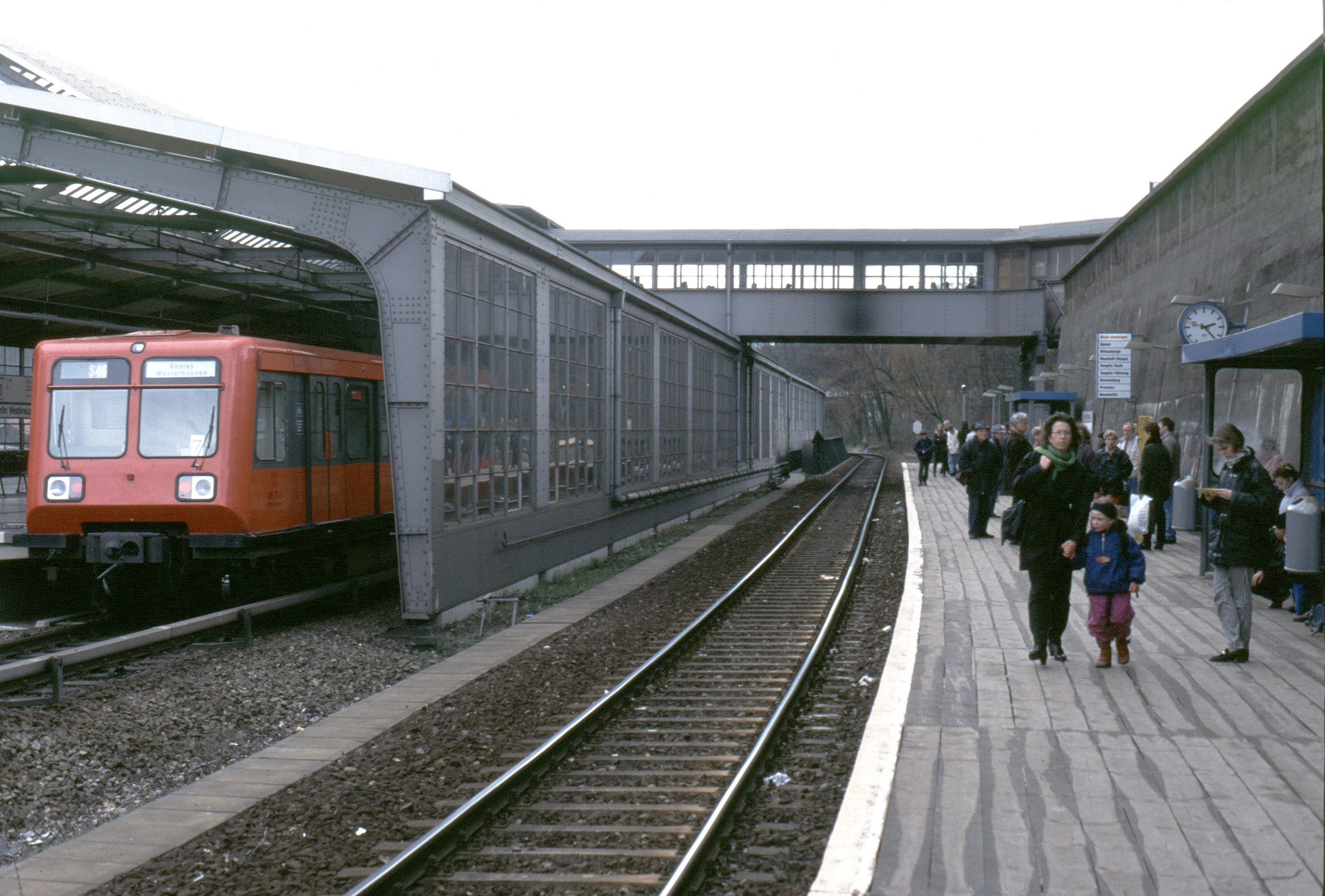
Provisorischer Regionalbahnsteig neben der Ringbahnhalle, 1997

Der zu errichtende Bahnhof zwischen Stadt- und Ringbahn war neben seiner vorrangigen Nutzung als Umsteigebahnhof auch als Zu- und Abgang zum geplanten Messegelände vorgesehen und bekam daher den Namen Ausstellung. Aus diesem Grund erhielt der Bahnhof ein großzügig dimensioniertes Empfangsgebäude, das über eine Seitenstraße mit der Halenseestraße verbunden war. Für die Stadtbahn entstanden zwei im Richtungsbetrieb genutzte Mittelbahnsteige. Beiderseits der Bahnsteige entstanden Kehranlagen; die westliche Kehranlage war vorwiegend für im Bahnhof Ausstellung aussetzende Züge vorgesehen, die östliche Kehranlage zum Kopfmachen von Ein- und Aussetzern des Abstellbahnhofs Grunewald in Richtung Spandau. Die Ringbahn erhielt einen Mittelbahnsteig, der sich rechtwinklig über den beiden Stadtbahnsteigen befand. Der Zu- und Abgang zum Empfangsgebäude war vom Ringbahnsteig über eine Fußgängerbrücke hergestellt. Bei entsprechender Zunahme des Verkehrs war ein zweiter Ringbahnsteig baulich vorbereitet. Desgleichen hätte das Empfangsgebäude nach Westen erweitert und mit einem separaten Zugang zu den Stadtbahnsteigen versehen werden können.
Der Bahnhof Ausstellung ging am 10. Dezember 1928 in Betrieb. Während die Stadtbahnsteige von Beginn an von elektrischen Zügen befahren wurden, verkehrten auf dem Ringbahnsteig noch bis zum 18. April 1929 ausschließlich dampfbetriebene Züge. Werktags wurde mit 16.000 bis 20.000 Fahrgästen im Umsteigeverkehr zwischen Stadt- und Ringbahn gerechnet, täglich hielten etwa 700 Züge am Bahnhof. Nach einer möglichen Ausdünnung des Verkehrs über die Nord- und Südringkurve wurde mit bis zu 50.000 Fahrgästen gerechnet. Hinzu kamen nochmals 50.000 Fahrgäste, die bei Messen erwartet wurden. Am 15. Januar 1932 folgte die Umbenennung in Westkreuz.
Die Pläne der Nationalsozialisten zur Umgestaltung Berlins zur Welthauptstadt Germania sahen in Bezug auf den Fernverkehr eine Verlagerung desselben auf die Ringbahn vor. Der Bahnhof Westkreuz sollte als Bindeglied zum Abstellbahnhof Grunewald zu einem Westbahnhof ausgebaut werden. Planungen aus dem Jahr 1941 sahen vor, die Stadtbahnen der S-Bahn um zwei Bahnsteige zu erweitern. Nördlich und südlich davon waren fünf beziehungsweise vier Bahnsteige für den Fernverkehr vorgesehen. Zwei Ringbahnsteige, je einer für die S-Bahn und dampfbetriebene Personenzüge, sollten die untere Ebene überspannen. Über die genaue Ausgestaltung der Anlage lagen keine Pläne vor.
Es gab von Anfang an Probleme mit dem Untergrund, der hier aus einer sandgefüllten eiszeitlichen Schmelzwasserrinne besteht. Schon beim Bau traten Setzungsschäden auf, unter anderem neigte sich der Stellwerksturm. Auch die Ringbahnhalle sackte ab, es gab bis zu 60 Zentimeter Setzungsdifferenzen. Daher musste im Lauf der Zeit immer wieder nachgearbeitet werden. 1968 begann die Reichsbahn mit dem bis dahin größten Reparaturvorhaben: Die Ringbahnhalle wurde hydraulisch angehoben, neue Fundamente wurden gesetzt, eine Tiefgründung versucht. Diese Arbeiten zogen sich bis 1976 hin.
Die Betriebseinstellung der S-Bahn nach dem Reichsbahner-Streik im Jahr 1980 betraf auch den Bahnhof Westkreuz. Auf der Stadtbahn gab es nur noch einen Minimalverkehr, der Betrieb auf der Ringbahn war komplett eingestellt worden. Auch 1984 nach der Betriebsübernahme durch die BVG änderte sich daran zunächst nichts. Erst 1989 begann der Berliner Senat mit dem Wiederaufbau der Ringbahn. Er stellte einen besonders großen Sanierungsbedarf beim Bahnhof Westkreuz fest. So mussten 1993 Empfangsgebäude und Stellwerk abgerissen werden; der Stellwerksturm hatte mit 30 cm einen gefährlichen Überhang bekommen. Der Bahnhof wurde mit Rolltreppen und Aufzügen ausgestattet.
Am 17. Dezember 1993 wurde der erste Teilabschnitt der Ringbahn wieder in Betrieb genommen, damit hatte das Westkreuz nach 13 Jahren wieder seine alte Funktion zurückerhalten. Zwischen 27. Juni 1994 und 31. Mai 1997 war Westkreuz darüber hinaus auch Endpunkt der Regionalbahnen in Richtung Spandau. Hierzu wurde ein provisorischer Holzbahnsteig an den Gütergleisen der Ringbahn errichtet, der im Rahmen der Sanierung der Güterringgleise wieder abgebrochen wurde. Im Rahmen der Grundsanierung der Stadtbahn wurden in Westkreuz seit 2004 neben den Gleisanlagen auch die beiden Stadtbahnsteige komplett erneuert. Die Arbeiten wurden bis zur Fußball-Weltmeisterschaft 2006 abgeschlossen.
Die Station ist als eine von 20 Stammbahnhöfen der Berliner S-Bahn mit einer örtlichen Aufsicht besetzt. Am Ringbahnsteig erfolgt die Zugabfertigung durch den Triebfahrzeugführer mittels Führerraum-Monitor (ZAT-FM). Entgegen dem Regelabfertigungsverfahren ZAT erfolgte am Gleis Richtung Spandau bei Sonderverkehr die Zugabfertigung zunächst weiterhin durch die örtliche Aufsicht, seit November 2020 jedoch ebenfalls grundsätzlich mittels ZAT-FM.
Ein zusätzlicher Ostzugang ist vom Land Berlin bestellt. Im Jahr 2016 war davon die Rede, dass dieser voraussichtlich im Jahr 2018 errichtet werden sollte. Dazu kam es bislang nicht (Stand März 2024).
Im Trassenpreissystem der DB InfraGO AG ist die Station als Metropolbahnhof klassifiziert.

## Aufbau

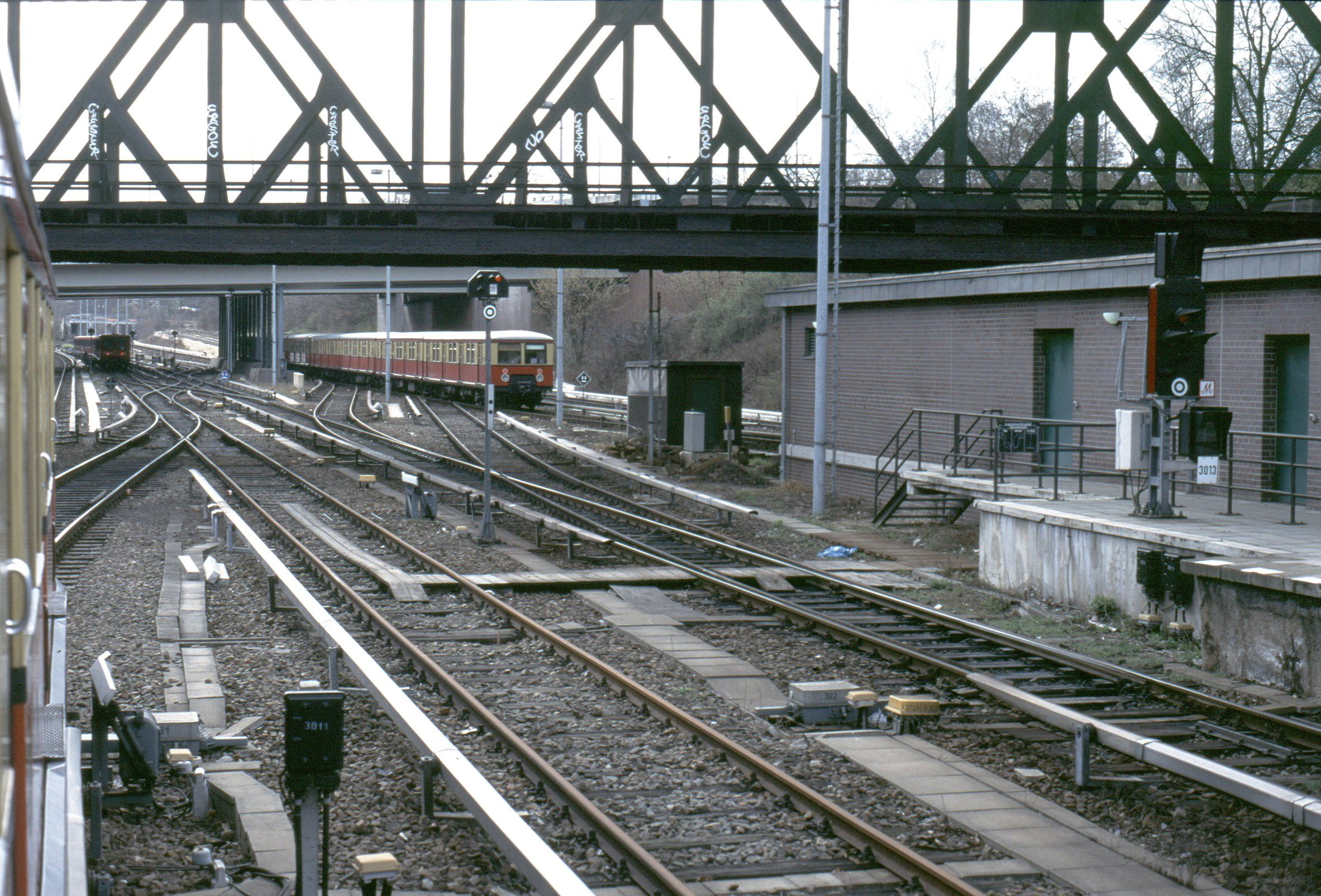
Richtung Wannsee ausfahrender Zug und Wendegleise, 1997

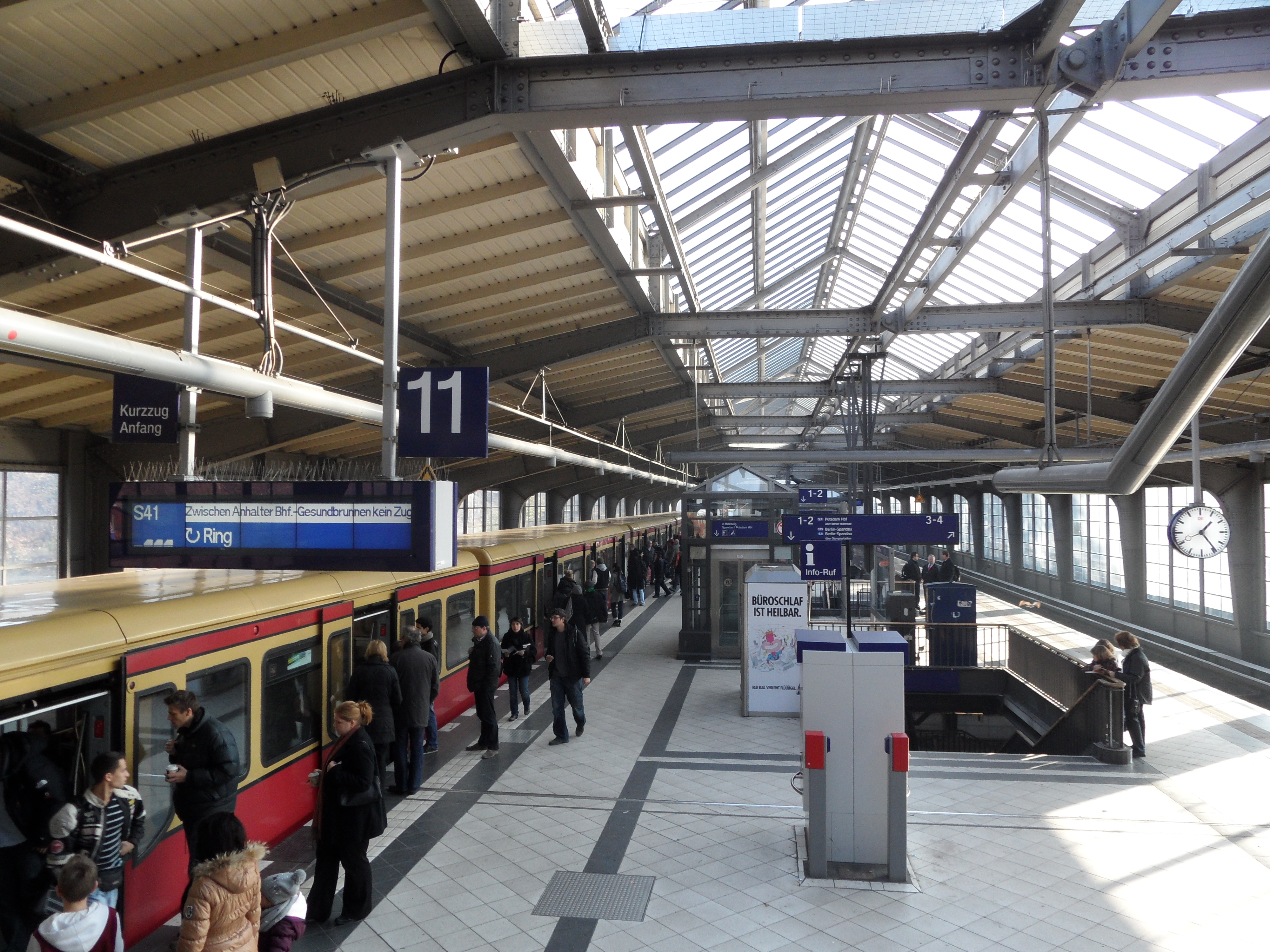
Ringbahnhalle, 2011

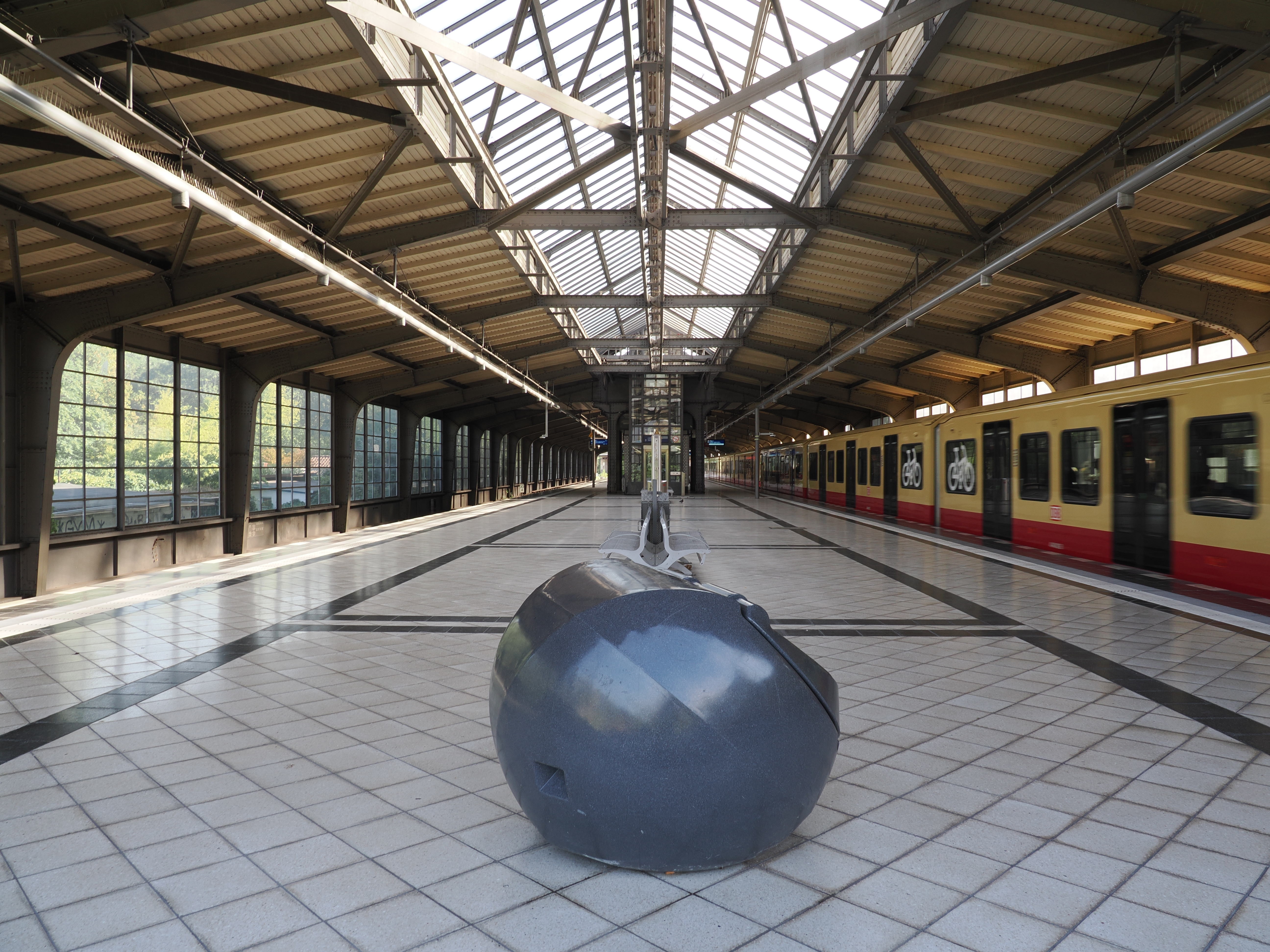
Ringbahnhalle, 2024

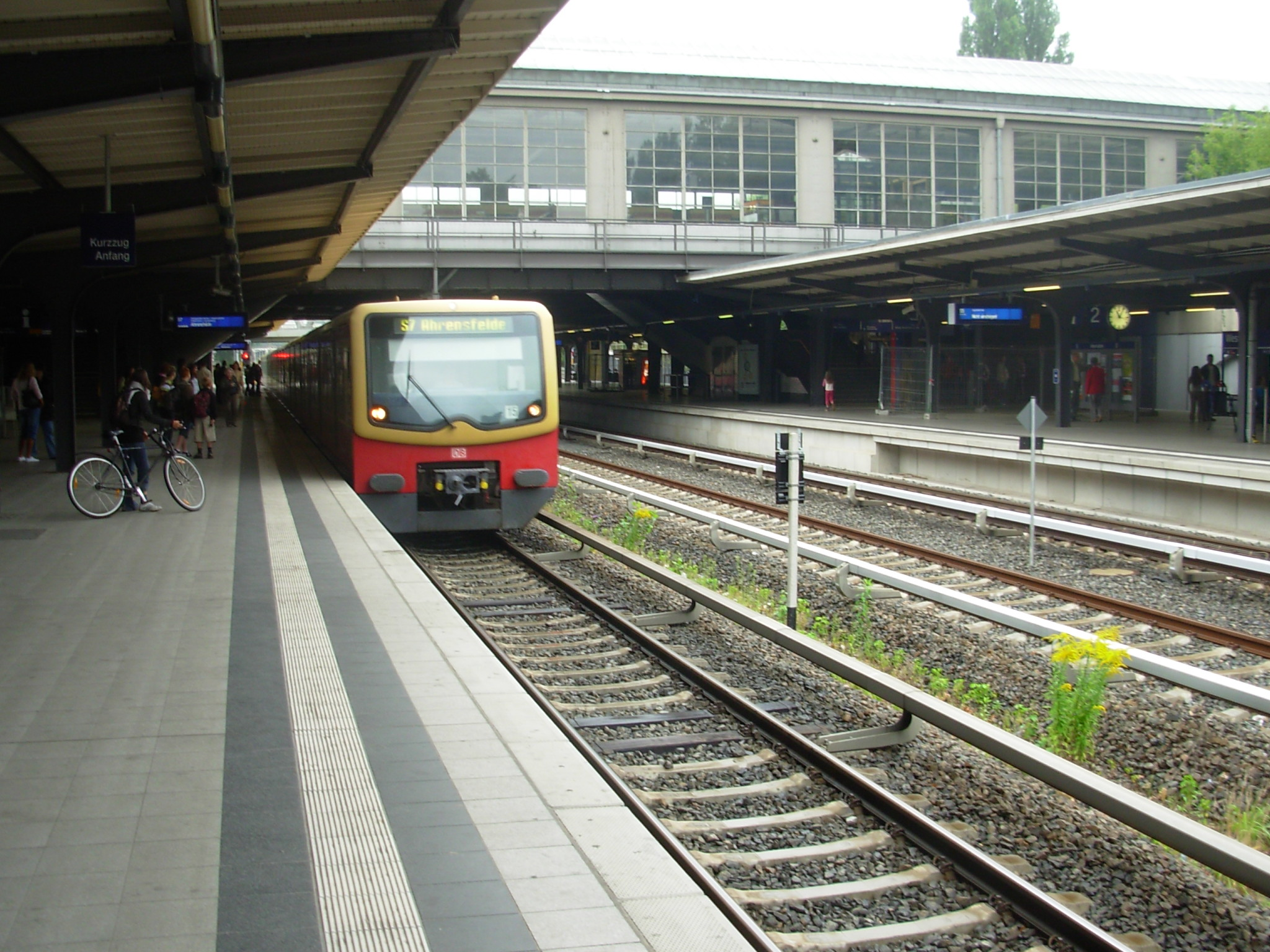
Zug der Linie S7 am südlichen Stadtbahnsteig, 2008

### Überblick
Der Bahnhof entstand nach Plänen Richard Brademanns. Der einzige Zugang zum Bahnhof erfolgt über die Straße Am Westkreuz, an deren Ende sich bis 1993 das Empfangsgebäude mit dem elektromechanischen Stellwerk Wk befand. Von dort aus führt eine Fußgängerbrücke über die Gütergleise der Ringbahn und das Personengleis Westend – Halensee zum Ringbahnsteig. Vom Ringbahnsteig wiederum gehen die Treppen zu den beiden Stadtbahnsteigen ab.

### Ehemaliges Empfangsgebäude mit Stellwerk
Der Bau des Empfangsgebäudes zog sich über rund anderthalb Jahre hin. Sein großzügiger Ausbau war in der angedachten Funktion als Messebahnhof begründet. Bei dem ansonsten vorherrschenden Umsteigeverkehr und dem geringen Ortsverkehr hätte nach Aussagen Brademanns die Anlage einiger Diensträume auf den Bahnsteigen genügt. Ursprünglich plante Brademann, das Empfangsgebäude über der Kreuzung von Stadt- und Ringbahn anzulegen und die Anlage von einer einzigen Kuppelhalle überspannen zu lassen. Das Vorhaben war aus finanziellen Gründen verworfen worden.
Das Empfangsgebäude befand sich am Südende des Vorplatzes der heutigen Straße Am Westkreuz mit Haupteingang zum Norden hin. Ein weiterer Zugang befand sich an der Westseite. Der Haupteingang ist symmetrisch aufgebaut. Die fünf Zugangstüren waren in Art eines Windfangs mit seitlich nach hinten abgeschrägten Wänden versehen. Pfeilerartige Wandvorlagen zwischen den einzelnen Türen gliederten den Vorbau. Die Wandvorlagen sollten angesichts des zu erwartenden Messeverkehrs gleichzeitig die Funktion von Schleusen übernehmen. Eine vordachartige Betonplatte fasste den Türenbereich zusammen, darüber zeigten sich rechteckige Wandfelder mit Ziegelmustern. Durch einen Betongesims vom Vorbau abgetrennt, erhob sich das Oberlicht der Schalterhalle. Die Fenster waren axial zu den Eingangstüren angeordnet. Darüber stand die Bezeichnung „BAHNHOF AUSSTELLUNG“ beziehungsweise später „BAHNHOF WESTKREUZ“ in Leuchtbuchstaben. An der südöstlichen Ecke hob sich der Stellwerksbau Wk der Bauart S&H 1912 vom übrigen Gebäude ab. Eine über drei Ecken gehende Fensterfront in Richtung der Gleisanlagen wies auf die Funktion hin.
Die Gleisseite des Gebäudes wies demgegenüber eine vereinfachte Fassade auf. Die Wandflächen der kubisch ineinander verschachtelten Baukörper von Empfangsgebäude, Oberlichtaufsatz und Stellwerksturm waren durch bündig eingesetzte Fensteröffnungen gegliedert. Der Stellwerksbau trat gegenüber dem Empfangsgebäude aus der Fluchtlinie hervor. Mit einer Höhe von 20 Meter über den Gleisen der verlängerten Stadtbahn war der Bau damals das höchste Stellwerk Berlins. Eine Betonplatte, über die sich der Bedienraum des Stellwerks befand, und zwei weitere Betonplatten als oberer Abschluss des Turms bildeten ein waagerechtes Gegengewicht zur Höhe des Bauwerks.
Der Grundriss der Schalterhalle wies ebenfalls auf die zugedachte Funktion als Messebahnhof hin. Ausgehend vom kleineren Westeingang befanden sich die Fahrkartenschalter rechter Hand, der Zugang zum Bahnsteig lag dem Zugang gegenüber. Dem größeren Nordeingang wäre somit die Funktion als Ausgang in Richtung Messe zugekommen, sodass sich die Fahrgastströme nicht gekreuzt hätten. Die Lage dieses Ausgangs an der Längsseite wurde mit der Anlage des Vorplatzes begründet, der aus Platzgründen nur auf der Nordseite hätte angelegt werden können. Zudem musste auf eine mögliche Erweiterung des Empfangsgebäudes Rücksicht genommen werden. Im Falle einer Umsetzung wäre dieses nach Westen erweitert worden und ein separater Zugang zu den Stadtbahnsteigen entstanden. Die Wände der Schalterhalle waren im unteren Bereich mit hellen Fliesen verkleidet. Von dort aus führte über einen sechs Meter breiten eisernen, holzgedeckten und mit verglasten Fensterbändern versehenen Brückensteg der Zugang zum Ringbahnsteig.
Nach dem Abriss des Empfangsgebäudes und des Stellwerkturms sind noch die westliche Gebäudeecke und ein Teil der westlichen Gebäudequerseite vorhanden. Die Aufgaben des Stellwerks wurden nach dessen Außerbetriebnahme am 30. April 1993 durch die elektronischen Stellwerke WKR und WKS übernommen, deren Steuerung von der Betriebszentrale der Berliner S-Bahn in Halensee erfolgt.

### Gleise und Bahnsteige
Der Zugang von der Fußgängerbrücke zum Ringbahnsteig erfolgt über einen vier Meter breiten Treppenabgang. Der 12,33 Meter breite und 160 Meter lange Ringbahnsteig liegt bei 42,08 m ü. NHN und weist eine Bahnsteighöhe von 96 Zentimeter auf. Bedingt durch seine erhöhte Lage ist er mit einer Bahnsteighalle als Witterungsschutz ausgestattet. Die Halle weist ein spitz zulaufendes Oberlicht und verglaste Seitenwände auf. Sie misst 22 Meter in der Breite und 161 Meter in der Länge. Die Stadtbahnsteige sind jeweils 14,75 Meter breit und 163 Meter lang, die Bahnsteighöhe beträgt ebenfalls 96 Zentimeter. Diese Bahnsteige befinden sich auf einer Höhe von 36,08 Meter über Normalnull. Sie sind auf 40 Meter Länge von der Eisenkonstruktion der Ringbahnhalle und den Gütergleisen der Ringbahn überdeckt, auf der übrigen Länge befindet sich je ein zweistieliges Schmetterlingsdach. Über eine beiderseitige 6,30 Meter hohe Böschung wird ein zusätzlicher Witterungsschutz gegeben. Die Treppen zwischen Stadt- und Ringbahnsteigen waren von Beginn an mit Rolltreppen ausgestattet. Zwischen beiden Stadtbahnsteigen verläuft ferner ein Betriebsgleis.
An die Stadtbahnsteige ist westlich eine zweigleisige Kehranlage für die hier endenden Züge angelegt, östlich besteht eine eingleisige Kehranlage für die Ein- und Aussetzer zur Triebwagenhalle Hundekehle. Während der Stadtbahnsanierung und der Verlegung des Bahnhofs Charlottenburg war das Gleis vorübergehend als Streckengleis hergerichtet worden. Der Ringbahnhof verfügt als Haltepunkt über keine Kehranlage oder Gleiswechsel.

## Anbindung
Das Westkreuz wird von insgesamt sieben Linien der Berliner S-Bahn bedient. Der Turmbahnhof dient vorrangig zum Umstieg zwischen den einzelnen S-Bahn-Linien. Eine Bushaltestelle ist zwar vorhanden, wird aber nur in einer Richtung nach Neu-Westend zum Brixplatz von der Buslinie 143 der BVG bedient.
| Linie | Linienverlauf | Bahnsteig | Takt in der HVZ                                       |
| ----- | --- | --------- | ----------------------------------------------------- |
| ↻ ↺   | Gesundbrunnen – Schönhauser Allee – Prenzlauer Allee – Greifswalder Straße – Landsberger Allee – Storkower Straße – Frankfurter Allee – Ostkreuz – Treptower Park – Sonnenallee – Neukölln – Hermannstraße – Tempelhof – Südkreuz – Schöneberg – Innsbrucker Platz – Bundesplatz – Heidelberger Platz – Hohenzollerndamm – Halensee – Westkreuz – Messe Nord/ZOB – Westend – Jungfernheide – Beusselstraße – Westhafen – Wedding – Gesundbrunnen                             | oben      | 05 min                                                |
|       | Westend – Messe Nord/ZOB – Westkreuz – Halensee – Hohenzollerndamm – Heidelberger Platz – Bundesplatz – Innsbrucker Platz – Schöneberg – Südkreuz – Tempelhof – Hermannstraße – Neukölln – Köllnische Heide – Baumschulenweg – Schöneweide – Johannisthal – Adlershof – Grünau – Eichwalde – Zeuthen – Wildau – Königs Wusterhausen | oben      | 20 min                                                |
|       | Spandau – Stresow – Pichelsberg – Olympiastadion – Heerstraße – Messe Süd – Westkreuz – Charlottenburg – Savignyplatz – Zoologischer Garten – Tiergarten – Bellevue – Hauptbahnhof – Friedrichstraße – Hackescher Markt – Alexanderplatz – Jannowitzbrücke – Ostbahnhof – Warschauer Straße – Ostkreuz – Rummelsburg – Betriebsbahnhof Rummelsburg – Karlshorst – Wuhlheide – Köpenick – Hirschgarten – Friedrichshagen – Rahnsdorf – Wilhelmshagen – Erkner                 | unten     | 20 min                                                |
|       | Westkreuz – Charlottenburg – Savignyplatz – Zoologischer Garten – Tiergarten – Bellevue – Hauptbahnhof – Friedrichstraße – Hackescher Markt – Alexanderplatz – Jannowitzbrücke – Ostbahnhof – Warschauer Straße – Ostkreuz – Nöldnerplatz – Lichtenberg – Friedrichsfelde Ost – Biesdorf – Wuhletal – Kaulsdorf – Mahlsdorf – Birkenstein – Hoppegarten – Neuenhagen – Fredersdorf – Petershagen Nord – Strausberg – Hegermühle – Strausberg Stadt – Strausberg Nord         | unten     | 10 min (Abschnitt Hoppegarten–Strausberg Nord 20 min) |
|       | Potsdam Hauptbahnhof – Babelsberg – Griebnitzsee – Wannsee – Nikolassee – Grunewald – Westkreuz – Charlottenburg – Savignyplatz – Zoologischer Garten – Tiergarten – Bellevue – Hauptbahnhof – Friedrichstraße – Hackescher Markt – Alexanderplatz – Jannowitzbrücke – Ostbahnhof – Warschauer Straße – Ostkreuz – Nöldnerplatz – Lichtenberg – Friedrichsfelde Ost – Springpfuhl – Poelchaustraße – Marzahn – Raoul-Wallenberg-Straße – Mehrower Allee – Ahrensfelde        | unten     | 10 min                                                |
|       | Spandau – Stresow – Pichelsberg – Olympiastadion – Heerstraße – Messe Süd – Westkreuz – Charlottenburg – Savignyplatz – Zoologischer Garten – Tiergarten – Bellevue – Hauptbahnhof – Friedrichstraße – Hackescher Markt – Alexanderplatz – Jannowitzbrücke – Ostbahnhof – Warschauer Straße – Treptower Park – Plänterwald – Baumschulenweg – Schöneweide – Johannisthal – Adlershof – Altglienicke – Grünbergallee – Schönefeld (bei Berlin) – Waßmannsdorf – Flughafen BER | unten     | 20 min                                                |